# Re Lear (film britannico 1971)
Re Lear (King Lear) è un film drammatico del 1971 diretto da Peter Brook e interpretato da Paul Scofield.

## Produzione
Il film è stato girato in esterni nello Jutland.
Il regista Brook aveva già messo in scena nel 1962 un adattamento teatrale della tragedia sempre interpretata da Scofield nel ruolo del protagonista e dalla Royal Shakespeare Company.

## Riconoscimenti
Il film è nella lista dei migliori dieci film del 1971 stilata dalla National Board of Review of Motion Pictures.
Paul Scofield ha vinto il Premio Bodil del 1971 come miglior attore protagonista (Bedste mandlige hovedrolle).
Alan Webb è stato candidato come miglior attore non protagonista per la sua interpretazione del Duca di Gloucester ai New York Film Critics Circle Awards.